# Оноприенко, Максим Фёдорович
Максим Федорович Оноприенко (22 ноября 1906, хутор Рудка Марковской волости Лебединского уезда Харьковской губернии, теперь Белопольского района Сумской области — 1941, пропал без вести) — украинский советский деятель, новатор сельскохозяйственного производства, заведующий молочнотоварной фермы колхоза имени Сталина хутора Рудки Марковской сельсовета Штеповского района Харьковской (ныне — Сумской) области. Депутат Верховного Совета СССР 1-го созыва.

## Биография
Родился 22 ноября 1906 года в семье крестьян Федора Ивановича и Елисаветы Андреевны Оноприенко.
С 1920-х годов работал в сельском хозяйстве.
С 1930 года — колхозник, с 1932 года — заведующий молочнотоварной племенной фермы колхоза имени Сталина хутора Рудки Марковской сельсовета Штеповского района Харьковской (ныне — Сумской) области.
12 декабря 1937 года избран депутатом Верховного Совета СССР 1-го созыва от Лебединского избирательного округа Харьковской области;
В 1938 году получил от коровы-рекордсменки Ленты 12 633 литра молока при ежедневном надое 64,75 литра, а от каждой фуражной коровы — по 5400 литров молока.
Член ВКП(б).
С 1941 года — в Красной армии, участник Великой Отечественной войны. Служил военным комиссаром роты, которая находилась в распоряжении Военного совета Юго-Западного фронта. Пропал без вести в декабре 1941 года.

## Звание
- политрук

## Награды
- орден Ленина (7.02.1939)